# Millwall Football Club 2020-2021
Questa voce raccoglie le informazioni riguardanti il Millwall Football Club nelle competizioni ufficiali della stagione 2020-2021.

## Maglie e sponsor
| Casa | Trasferta | Terza maglia |

Sponsor ufficiale: Huski Chocolate
Fornitore tecnico: Macron

## Rosa
| N. |                              | Ruolo | Calciatore             |
| -- | ---------------------------- | ----- | ---------------------- |
| 1  | Inghilterra (bandiera)       | P     | Frank Fielding         |
| 3  | Scozia (bandiera)            | D     | Murray Wallace         |
| 4  | Inghilterra (bandiera)       | D     | Shaun Hutchinson       |
| 5  | Inghilterra (bandiera)       | D     | Jake Cooper            |
| 6  | Irlanda (bandiera)           | D     | Shaun Williams         |
| 7  | Inghilterra (bandiera)       | C     | Jed Wallace            |
| 8  | Inghilterra (bandiera)       | C     | Ben Thompson           |
| 9  | Galles (bandiera)            | A     | Tom Bradshaw           |
| 10 | Inghilterra (bandiera)       | A     | Matt Smith             |
| 11 | Irlanda del Nord (bandiera)  | C     | Shane Ferguson         |
| 12 | Antigua e Barbuda (bandiera) | D     | Mahlon Romeo           |
| 14 | Inghilterra (bandiera)       | D     | Scott Malone           |
| 15 | Irlanda (bandiera)           | D     | Alex Pearce (capitano) |
| 16 | Paesi Bassi (bandiera)       | C     | Maikel Kieftenbeld     |

| N. |                        | Ruolo | Calciatore          |
| -- | ---------------------- | ----- | ------------------- |
| 18 | Inghilterra (bandiera) | C     | Ryan Leonard        |
| 19 | Inghilterra (bandiera) | C     | Ryan Woods          |
| 20 | Inghilterra (bandiera) | C     | Mason Bennett       |
| 21 | Inghilterra (bandiera) | C     | Connor Mahoney      |
| 22 | Islanda (bandiera)     | A     | Jón Daði Böðvarsson |
| 23 | Irlanda (bandiera)     | D     | Danny McNamara      |
| 24 | Inghilterra (bandiera) | C     | Billy Mitchell      |
| 27 | Inghilterra (bandiera) | D     | Junior Tiensia      |
| 28 | Inghilterra (bandiera) | C     | George Evans        |
| 29 | Inghilterra (bandiera) | A     | George Alexander    |
| 32 | Inghilterra (bandiera) | C     | Tyler Burey         |
| 33 | Polonia (bandiera)     | P     | Bartosz Białkowski  |
| 35 | Inghilterra (bandiera) | D     | Hayden Muller       |
| 41 | Inghilterra (bandiera) | P     | Joe Wright          |